# Ross Gunn
Pour les articles homonymes, voir Ross Gunn (homonymie) la page d'homonymie.
Ross Gunn (12 mai 1897 - 15 octobre 1966) est un physicien américain qui a participé au Projet Manhattan pendant la Seconde Guerre mondiale. Le journal The New York Times l'a décrit comme l'« un des authentiques pères du programme de sous-marins nucléaires, » (américains).

## Biographie
De 1927 à 1947, Gunn travaille au Naval Research Laboratory. il est l'auteur de plus de 28 articles et a obtenu 45 brevets. Il conçoit des instruments de radio-guidage pour des aéronefs, travaux repris pour le développement des premiers drones. C'est l'un des premiers à s'intéresser aux applications de l'énergie nucléaire pour la propulsion nucléaire navale. Pendant la Seconde Guerre mondiale, il participe au développement de la technologie de diffusion thermique utilisée pour la séparation isotopique.
Après la guerre, Gunn est nommé directeur de la Physical Research Division du Weather Bureau américain, où il dirige une série d'études sur les phénomènes atmosphériques. En 1958, il est nommé professeur de physique à l'American University, poste qu'il occupe jusqu'à sa mort en 1966.

### Citations originales
1. ↑  (en) « one of the true fathers of the nuclear submarine program »